# Circonscription de Kingsford Smith

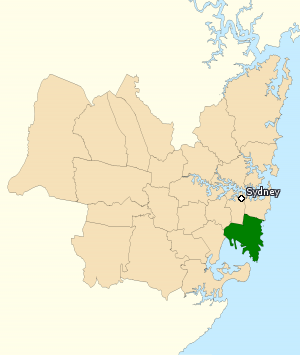
La circonscription de Kingsford Smith (en vert) au sud de Sydney en Nouvelle-Galles du Sud.

La circonscription de Kingsford Smith (écrit Kingsford-Smith par erreur jusqu'en 2001) est une circonscription électorale australienne en Nouvelle-Galles du Sud. Elle a été créée en 1949 et porte le nom de Charles Kingsford Smith, un pionnier de l'aviation qui fut le premier à relier l'Amérique à l'Australie en avion. 
Elle est située au sud du centre-ville de Sydney et au nord de Botany Bay et comprend les quartiers de Coogee, Randwick, Maroubra, Mascot, Botany, Malabar et Kensington. Elle a toujours été détenue par le Parti travailliste australien. Elle a été précédemment détenue par Lionel Bowen, le vice-premier ministre de Bob Hawke et par Laurie Brereton, un ministre des gouvernements Hawke et Keating. De 2004 à 2013, la circonscription a été tenu par Peter Garrett, ministre de l'Éducation et ministre de l'Environnement dans les gouvernements de Kevin Rudd et Julia Gillard mais également ancien chanteur du groupe de rock australien Midnight Oil et ancien président de l’Australian Conservation Foundation. 

## Députés
| Nom                 | Parti        | Période de mandat |
| ------------------- | ------------ | ----------------- |
| Gordon Anderson     | Travailliste | 1949–1955         |
| Daniel Curtin       | Travailliste | 1955–1969         |
| Lionel Bowen        | Travailliste | 1969–1990         |
| Laurie Brereton     | Travailliste | 1990–2004         |
| Peter Garrett       | Travailliste | 2004–2013         |
| Matt Thistlethwaite | Travailliste | 2013–en cours     |